# Tamera
Tamera é um Centro Internacional de Pesquisa para a Paz fundado em 1995 e sediado em Odemira, no Alentejo, no Sul de Portugal.
Ocupa aproximadamente 150 hectares, e alberga em média 160 pessoas, incluindo crianças, na sua maioria de nacionalidade alemã. Tamera é uma das maiores ecovilas em Portugal. O número de habitantes flutua consideravelmente ao longo do ano, com a visita de estudantes e colaboradores vindos de todo o mundo, chegando a atingir os 250.  

## História
O projecto começou na Alemanha há mais de 30 anos, quando uma equipa de pioneiros em torno do psicanalista Doutor Dieter Duhm, da teóloga Sabine Lichtenfels e do engenheiro e físico Charly Rainer Ehrenpreis tiveram a ideia de criar um modelo demonstrativo para o futuro, tão flexível, concreto e convincente quanto possível.
Quinze anos depois, ao chegar a Portugal, Sabine Lichtenfels deu o nome “Tamera” a este projecto pelo seu significado ancestral: “junto à fonte primordial”. O nome é um apelo para a ligação primordial às nossas origens, à natureza, à vida comunitária e ao empenho pela paz mundial. 

## Missão
O principal objectivo desta escola e centro de pesquisa é investigar o conhecimento necessário para o estabelecimento de aldeias para a paz que possam surgir em muitos países. Estes modelos de ecoaldeias assentam num modo de vida sustentável, tanto do ponto de vista ecológico como social, incluindo a cooperação com a natureza e com os animais. 
Os seus estudantes e investigadores dedicam-se à formação humana e tecnológica, levando a cabo experiências sociais e tecnológicas, fomentando modelos para uma convivência autêntica entre as pessoas, baseada em novos valores éticos e no aproveitamento descentralizado da energia solar, reflorestação e recuperação da natureza pela permacultura e paisagem aquática, arquitectura com materiais naturais e da auto-suficiência regional, e na criação do que eles chamam "células germinativas de uma nova cultura pela paz", independentes dos grandes sistemas ideológicos e das grandes indústrias e sistemas centrais de fornecimento.

## A desertificação no Alentejo
Desde 2007, Tamera tem vindo a construir juntamente com Sepp Holzer, camponês de montanha e especialista em permacultura, uma paisagem aquática, um modelo que visa a regeneração de paisagens gravemente danificadas e a desertificação que ameaça não só Portugal mas todo o Sul da Europa. 
“A seca neste país não é uma catástrofe natural. É o resultado de uma exploração errada da terra. O manuseamento errado da água, a desflorestação, a pastagem excessiva e as monoculturas são responsáveis pela diminuição da vegetação e pelo início da desertificação”, explica Sepp Holzer. 

## A Aldeia Solar
Em Outubro de 2009 foi inaugurado o Campo Experimental da Aldeia Solar. Foi pensado para ser um local onde pioneiros da investigação na área de energia solar poderão trazer desenvolvimentos e experimentá-los longe da sociedade vigente. O projecto foi concebido e é monitorizado pelo físico e inventor Jürgen Kleinwächter. Este afirma não querer competir com mega projectos como as gigantescas centrais solares no Saara. “Em vez de monopolizar a produção de energia, nós ambicionamos no fornecimento energético e alimentar a autonomia regional. Deste modo, a paisagem pode ser protegida e podem ser criados postos de trabalho locais para que a vida volte às aldeias”.
Até os equipamentos na cozinha solar funcionam com energia solar. Neste caso com óleo quente que foi aquecido na estufa de energia e armazenado em reservatórios especiais. O óleo não fornece apenas calor para cozinhar durante dia e noite. Também pode ser usado para accionar serras ou outros aparelhos através da força mecânica, para desinfectar ou para refrigerar. É simplesmente o centro de um conceito energético totalmente novo para uma aldeia.

## A peregrinação por Portugal
Em Outubro de 2009, vários membros da comunidade e convidados, de Portugal e do mundo inteiro, activistas pela paz, peregrinos, visionários e dinamizadores de todas as idades, juntaram-se para realizar pela primeira vez a peregrinação Grace na Europa, e caminharam através do pais. 
A intenção foi a de dar início a uma reconciliação e chamar a atenção das forças governamentais europeias para as alternativas que consistem em construir modelos de paz. A peregrinação teve início no pré-histórico Cromeleque dos Almendres perto de Évora, passando por Torrão, Grândola, Santiago do Cacém, Sines, Odemira e terminando no próprio Círculo de Pedras de Tamera, um dos lugares mais estimados pela comunidade. 
Esta viagem pretendeu também estimular a recordação e a compreensão do caminho percorrido pela humanidade, desde a utopia primordial de uma antiga cultura pacífica e tribal, até chegar a um projecto de um modelo de uma futura cultura pacífica e global.
A peregrinação terminou com a inauguração do Campo Experimental da Aldeia Solar. O evento foi noticiado em numerosas televisões e jornais de Portugal e de todo o mundo.

## Ligações Externas
- Página oficial de Tamera
- Grace Foundation
- Sabine Lichtenfels
- Dieter Duhm
- Página oficial de Sepp Holzer, permacultor
- Reportagem, agência Lusa, Setembro 2010